# Hen 2-73
Hen 2-73 ist ein planetarischer Nebel, dessen Entdeckung durch Karl Gordon Henize 1967 publiziert wurde.